# Ursula Bürger
Ursula Bürger (* Krefeld) ist eine ehemalige deutsche Radrennfahrerin und Eisschnellläuferin.
1968 sowie 1970 wurde Ursula Bürger deutsche Vize-Meisterin im Straßenrennen. 1972 errang sie den Titel der deutschen Meisterin. 1967 (37. Platz) und 1969 startete sie bei den UCI-Straßen-Weltmeisterschaften.
Bürger war zudem als Eisschnellläuferin aktiv, sie startete für den DEC Inzell. 1970 belegte sie bei der deutschen Meisterschaft im Sprint in Inzell Rang drei, 1971 wurde sie in Hamburg deutsche Meisterin im Mehrkampf auf der Eisbahn in Planten un Blomen.